# Eupithecia naumanni
Eupithecia naumanni  (лат.) — вид бабочек-пядениц (Geometridae). Восточный Афганистан. Отмечены на высотах 2200—3500 м. Размах крыльев около 20,5—25 мм. Передние и задние крылья коричневато-серые. Нижнегубные щупики короткие, их длина равна примерно половине диаметра глаза. Сходен с видом E. xanthomixta Vojnits, 1988. Вид был описан в 2012 году российским энтомологом Владимиром Мироновым (ЗИН РАН, Санкт-Петербург) и немецким лепидоптерологом Ульрихом Ратцелем (Ulrich Ratzel; Карлсруэ) и назван в честь немецкого зоолога и лепидоптеролога профессора Класа Науманна (Prof. Dr. Clas Naumann; 1939—2004), бывшего директора Зоологического института и музея в Бонне (Zoologisches Forschungsinstitut und Museum Alexander Koenig; Бонн, Германия), собравшего типовую серию.